# Всеобщие выборы в Эквадоре (1952)
Всеобщие выборы в Эквадоре проходили 1 июня 1952 года. В результате победу одержал Хосе Мария Веласко Ибарра от альянса Национальной федерации веласкистов и Эквадорского националистического революционного действия. Его президентский срок начался 1 сентября 1952 года.

## Предвыборная обстановка
Выборы 1952 года проходили в соответствии с Конституцией 1946 года. Они были проведены 1 июня в мирной и демократической обстановке благодаря невмешательству президента Гало Пласа Лассо, не поддержавшего ни одного кандидата.

## Избирательная кампания
В президентских выборах 1952 года участвовали:
- Хосе Мария Веласко Ибарра, поддерживаемый избирательной коалицией Национальной федерации веласкистов, состоящей из Движения веласкистов, Соединения народных сил, Эквадорского националистического революционного действия, а также консервативных и либеральных диссидентов;
- Руперто Аларкон от Консервативной партии;
- Хосе Рикардо Чирибога от Эквадорской радикальной либеральной партии;
- маркиз Сан-Хосе Модесто Ларреа Хихон от Национального демократического альянса.

## Результаты

### Президентские выборы
Веласко Ибарра одержал победу, набрав 159 259 голосов. Руперто Аларкон получил 116 870 голосов, Хосе Рикардо Чирибога — 66 771, а Модесто Ларреа Хихон — 18 125 голосов.
Веласко Ибарра стал президентом в третий раз, вступив в должность 1 сентября 1952 года.
| Кандидат                             | Партия                                                                                     | Голоса  | %    |
| ------------------------------------ | ------------------------------------------------------------------------------------------ | ------- | ---- |
| Хосе Мария Веласко Ибарра            | Национальная федерация веласкистов — Эквадорское националистическое революционное действие | 122 259 | 43,0 |
| Руперто Аларкон Фалькони             | Эквадорская консервативная партия                                                          | 116 870 | 33,0 |
| Хосе Рикардо Чирибога                | Эквадорская радикальная либеральная партия                                                 | 66 771  | 18,9 |
| Модесто Ларреа Хихон                 | Национальный демократический альянс                                                        | 18 125  | 5,1  |
| Недействительных/пустых бюллетеней   | Недействительных/пустых бюллетеней                                                         | 3 629   | -    |
| Всего                                | Всего                                                                                      | 357 654 | 100  |
| Зарегистрированных избирателей/ Явка | Зарегистрированных избирателей/ Явка                                                       | 550 997 | 64,9 |
| Источник: Nohlen                     |                                                                                            |         |      |

### Парламентские выборы
| Партия                                     | Голоса  | %    | Места |
| ------------------------------------------ | ------- | ---- | ----- |
| Эквадорская консервативная партия          | 84 973  | 25,4 |       |
| Эквадорская радикальная либеральная партия | 47 143  | 14,1 |       |
| Национальный демократический альянс        | 11 334  | 3,4  |       |
| Прочие                                     | 191 287 | 57,1 |       |
| Всего                                      | 334 737 | 100  |       |
| Источник: Nohlen                           |         |      |       |